# Autocontrol (habilidad)
El autocontrol es la habilidad que permite regular las emociones, pensamientos, habilidades, comportamientos y deseos que cada ser humano tiene. Este proceso cognitivo puede ser necesario a la hora de cumplir metas y alcanzar ciertos objetivos.

## Perspectiva filosófica
El autocontrol es la demostración de una libertad plena en una personalidad integrada, el despliegue de los actos según las decisiones cuanto más corresponden a la voluntad interior y se ven menos determinados por las circunstancias externas de modo tal que la vida manifiesta el desarrollo de la madurez humana.

## Etimología
- Auto en castellano proviene de adjetivo griego autos (αὑτός) que significa 'sí mismo'.
- Control en castellano proviene del francés contrölé que significa 'dominio', 'control' y 'obediencia'